# Fabio Borini
Fabio Borini (n. 29 martie 1991) este un fotbalist italian liber de contract, care joacă pe post de atacant. Pe plan internațional, are prezențe la națională pentru Italia U17⁠(d), Italia U19⁠(d), Italia U21⁠(d), Italia, Italia U16⁠(d), Italia U17⁠(d) și Italia U19⁠(d).

## Statistici carieră

### Club statistics
La 25 aprilie 2015.
| Sezon         | Club                    | Campionat      | Campionat | Campionat | Cupă    | Cupă   | League Cup | League Cup | Europa  | Europa | Altele  | Altele | Total   | Total  |
| Sezon         | Club                    | Divizia        | Meciuri   | Goluri    | Meciuri | Goluri | Meciuri    | Goluri     | Meciuri | Goluri | Meciuri | Goluri | Meciuri | Goluri |
| ------------- | ----------------------- | -------------- | --------- | --------- | ------- | ------ | ---------- | ---------- | ------- | ------ | ------- | ------ | ------- | ------ |
| 2009–10       | Chelsea                 | Premier League | 4         | 0         | 2       | 0      | 1          | 0          | 1       | 0      | —       | —      | 8       | 0      |
| 2010–11       | Swansea City (împrumut) | Championship   | 9         | 6         | 0       | 0      | 0          | 0          | —       | —      | 3       | 0      | 12      | 6      |
| 2011–12       | AS Roma (împrumut)      | Serie A        | 24        | 9         | 2       | 1      | 0          | 0          | —       | —      | —       | —      | 26      | 10     |
| 2012–13       | Liverpool               | Premier League | 13        | 1         | 1       | 0      | 0          | 0          | 6       | 1      | —       | —      | 20      | 2      |
| 2013–14       | Sunderland (împrumut)   | Premier League | 32        | 7         | 3       | 0      | 5          | 3          | —       | —      | —       | —      | 40      | 10     |
| 2014–15       | Liverpool               | Premier League | 12        | 1         | 2       | 0      | 2          | 0          | 2       | 0      | —       | —      | 18      | 1      |
| Total carieră | Total carieră           | Total carieră  | 94        | 24        | 10      | 1      | 8          | 3          | 9       | 1      | 3       | 0      | 124     | 29     |

### Internațional
La 1 septembrie 2013.
| Italia | Italia  | Italia |
| An     | Meciuri | Goluri |
| ------ | ------- | ------ |
| 2012   | 1       | 0      |
| Total  | 1       | 0      |

## Palmares

### Club
Sunderland
- Football League Cup

Finalist: 2013–14

### Internațional
Italia
- Campionatul European de Fotbal

Finalist: 2012
Italia U21
- Campionatul European Under-21

Finalist: 2013